# Zona Arqueológica de Agrigento

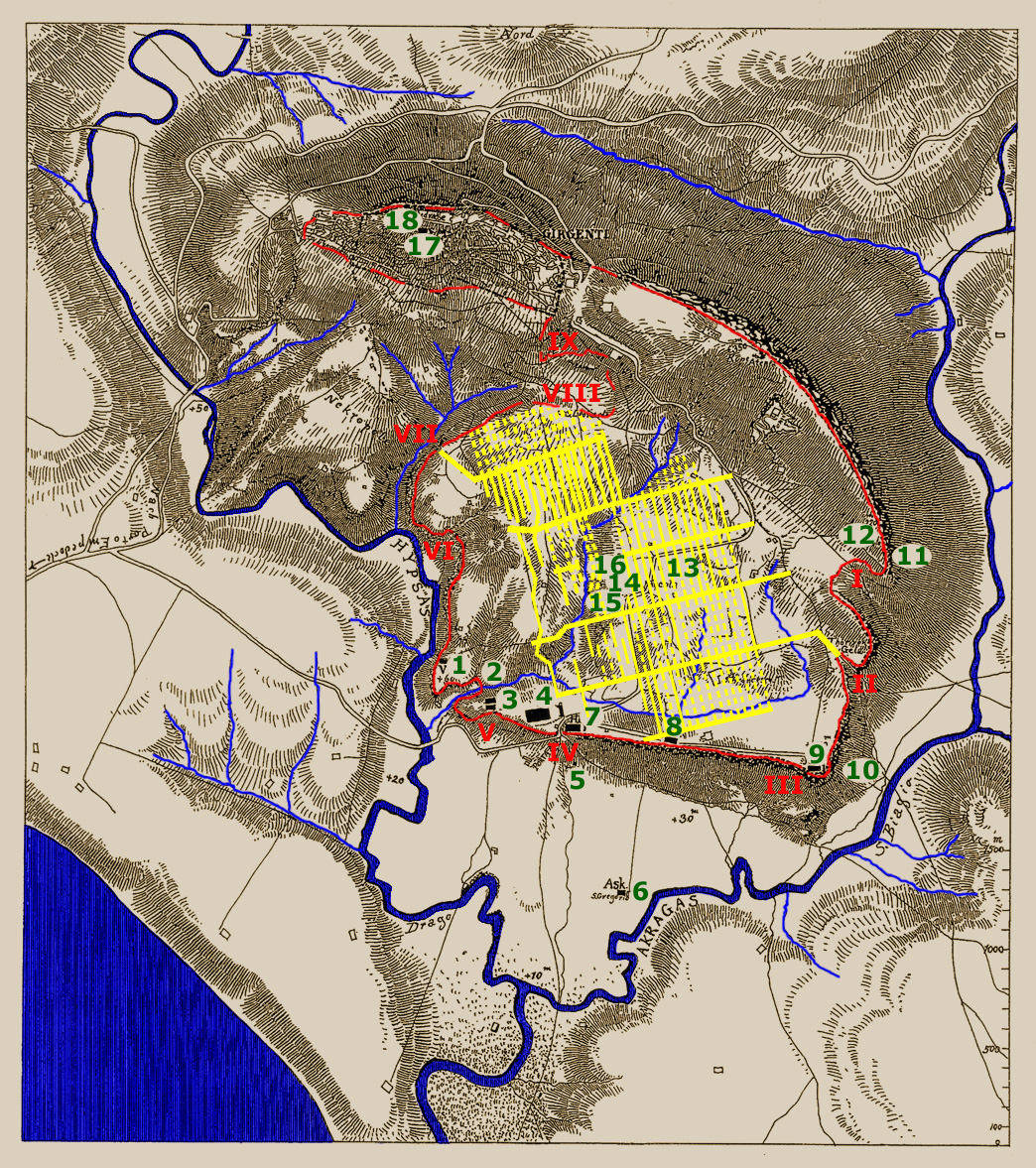
Parque Arqueológico e Paisagístico do Vale dos Templos

A Zona Arqueológica de Agrigento ou Vale dos Templos é um sítio arqueológico em Agrigento, Sicília, Itália. É um dos mais impressionantes exemplos de arte e arquitetura grega e uma das principais atrações da Sicília, bem como monumento nacional italiano. A área foi incluída como Patrimônio Mundial da UNESCO em 1997. Muito da escavação e restauração dos templos foi feita graças a esforços do arqueólogo Domenico Lo Faso Pietrasanta, que foi Duque de Serradifalco de 1809 a 1812

## Geral

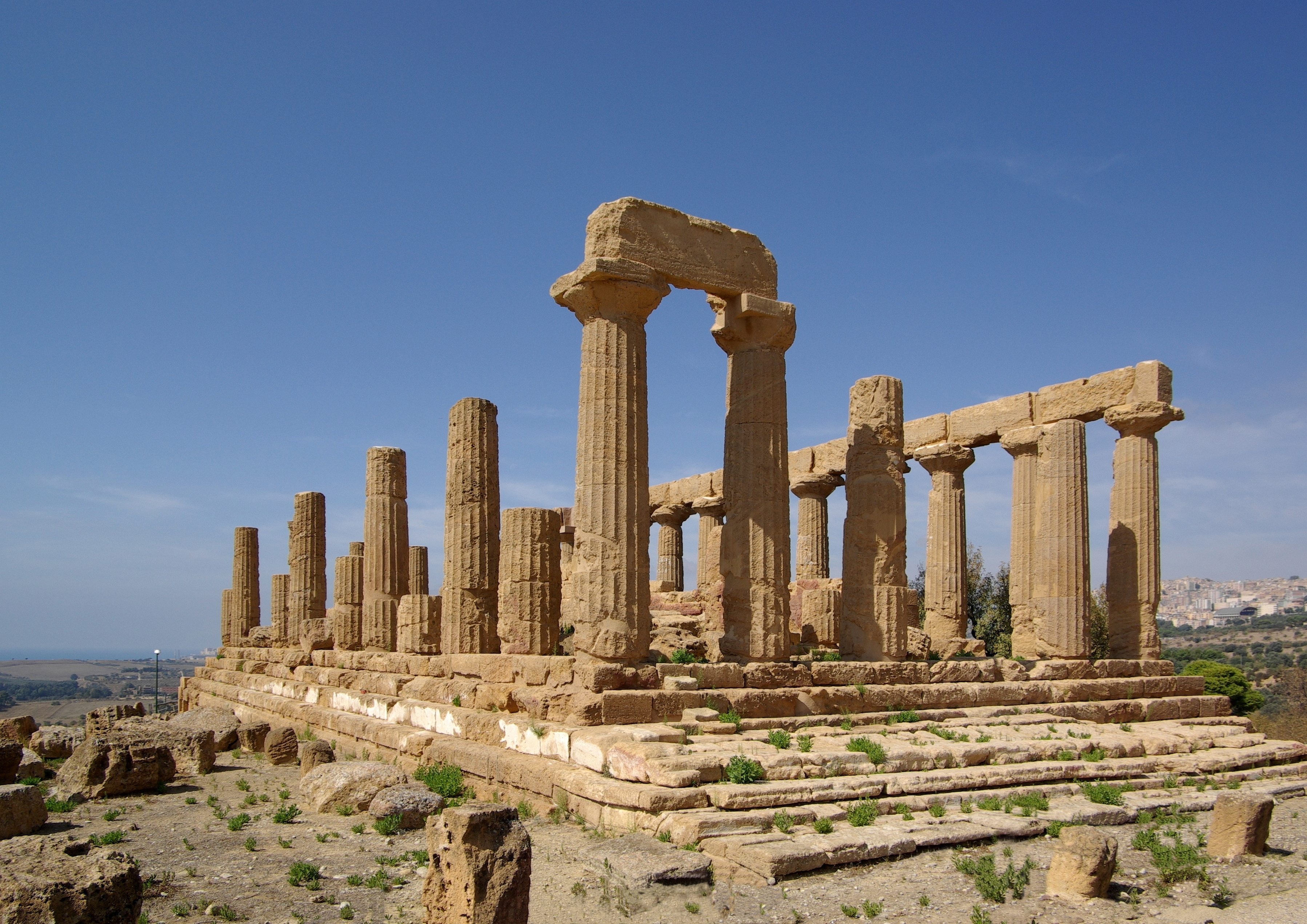
Templo de Juno

O Vale inclui vestígios de sete templos, todos em estilo dórico. Os templos são:
- Templo de Juno, construído no século V a.C. e queimado em 406 a.C. pelos cartagineses. Geralmente usado para celebrações de casamentos.
- Templo de Concórdia, cujo nome vem da inscrição em latim encontrada na região, e que também foi construído no século V a.C. Transformado em uma igreja no século VI é hoje, uma das mais preservadas do vale.
- Templo de Héracles, que foi um dos mais venerados na Grécia Antiga. É o mais antigo do vale; destruído por um terremoto, hoje existem somente oito colunas.
- Templo de Zeus Olímpico, construído em 480 a.C. a fim de celebrar a vitória sobre a cidade-estado de Cartago. É caracterizado pelo uso de atlas de grandes escalas.
- Templo de Castor e Pólux. Apesar de restarem somente quatro colunas, hoje é o símbolo da moderna Agrigento.
- Templo de Vulcano, também datado do século V a.C. Acredita-se que foi a construção mais imponente do vale; hoje é uma das mais destruídas.
- Templo de Asclépio, localizado longe das antigas muralhas da cidade; era o local que os peregrinos procuravam para cura das doenças.

O Vale também é onde encontra-se a Tumba de Terone, um grande monumento em formato piramidal; estudiosos acreditam que foi construído a fim de homenagear os romanos mortos na Segunda Guerra Púnica.

## Templo de Juno Lacínia
Datado de cerca de 450 a.C., medindo 38.15 X 16.90 m: feito em estilo dórico, com um períptero de 6 colunas precedidas por um pórtico e um opistódomo. O pavimento tem quatro níveis.
Restos da construção consistem de uma coluna frontal com partes de uma arquitrave e do friso. Somente fragmentos dos três outros lados ainda existem, com poucos elementos da cela. A construção foi danificada por um incêndio em 406 a.C. e restaurada na época dos Romanos, com a substituição do teto de mármore e a adição de uma escada íngreme onde hoje podem ser avistados restos do altar.
Nas proximidades temos um arcossólio e outras sepulturas da época Bizantina, que são provenientes da renovação do Templo de Concórdia realizada no século VI, transformando-o em uma igreja católica.

## Templo de Concórdia

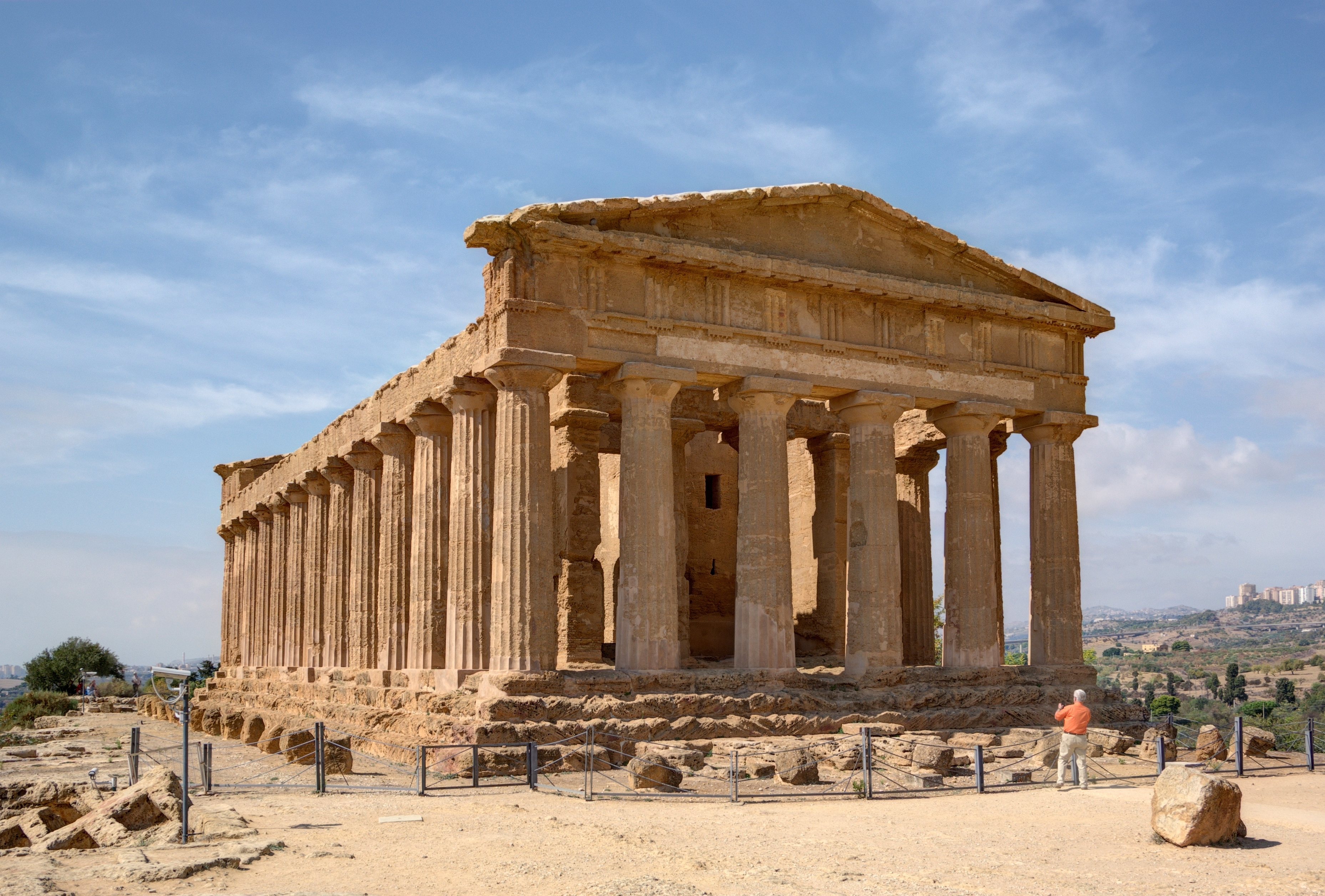
Templo de Concórdia

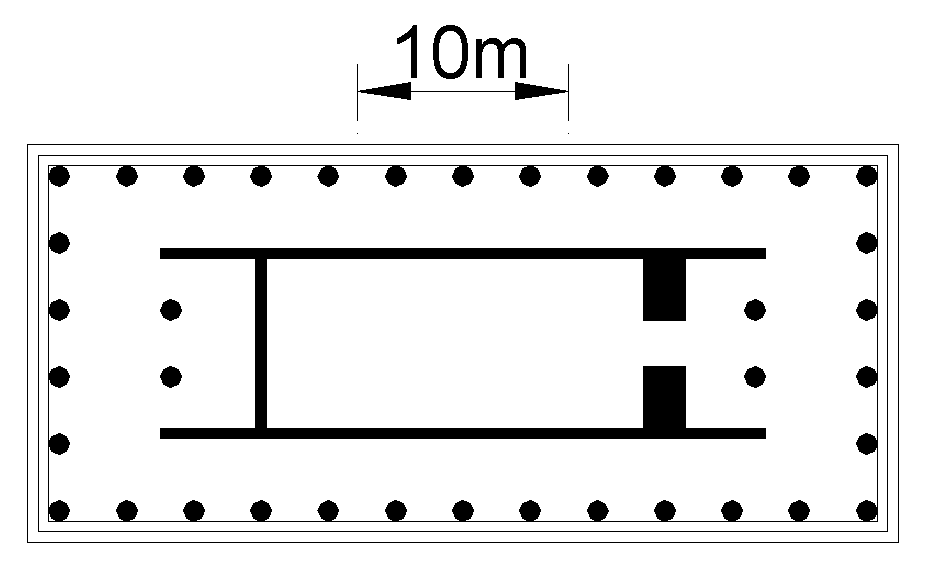
Planta do Templo de Concórdia

Graças a seu bom estado de preservação, o Templo de Concórdia está ranqueado entre as mais notáveis construções da civilização da Grécia Antiga ainda existente. Ele possui uma perístase de 6 X 13 colunas construídas sobre um pavimento de 39.44 x 16.91 m; cada coluna Dórica tem 20 sulcos e uma leve entasis, sobremontada por uma arquitrave com tríglifos e métopas; também perfeitamente preservados são os tímpanos. A cela, precedida por um pronau, é acessada por um simples passo; também possui pilones com as escadas o que os permite alcançar o teto e, sobre as paredes da cela e dos blocos da tablatura da perístase, os orifícios da viga de madeira. O exterior e interior do templo são cobertos por estuque policromático. A moldura superior tem calhas com prótomos em formato de leão, enquanto o teto é coberto por ladrilhos de mármore.
Quando o templo tornou-se uma igreja a entrada foi movida para a parte traseira, e a parede traseira da cela foi destruída. Os espaços entre as colunas foram fechados, enquanto 12 aberturas em arco foram criadas na cela, a fim de se obter uma estrutura com uma nave e duas ilhas. O altar pagão foi destruído e as sacristias foram esculpidas nos cantos leste. As sepulturas visíveis dentro e fora do templo datam da Alta Idade Média.

## Templo de Asclépio
O Templo de Asclépio está localizado na meio da Planta de São Gregório. A sua identificação é baseada na menção de Políbio, que atesta que o templo era "em frente à cidade", uma milha fora dela. Entretanto, como a atual distância não corresponde e o tamanho da construção é relativamente pequeno, pesquisadores não acreditam nesta descrição.
O pequeno templo, datado provavelmente do século V a.C. e medindo 21.7 x 10.7 m, ergue-se sobre uma base com três pavimentos. A sua peculiaridade é o opistódomo falso com duas semicolunas do lado externo da cela traseira. Possui prótomos com formato de leões, um friso e um frontão de geison.
O santuário abriga uma estátua de bronze de Apolo, de Míron, um presente de Cipião Africano à cidade, que foi roubada por Caio Verres.

## Templo de Héracles

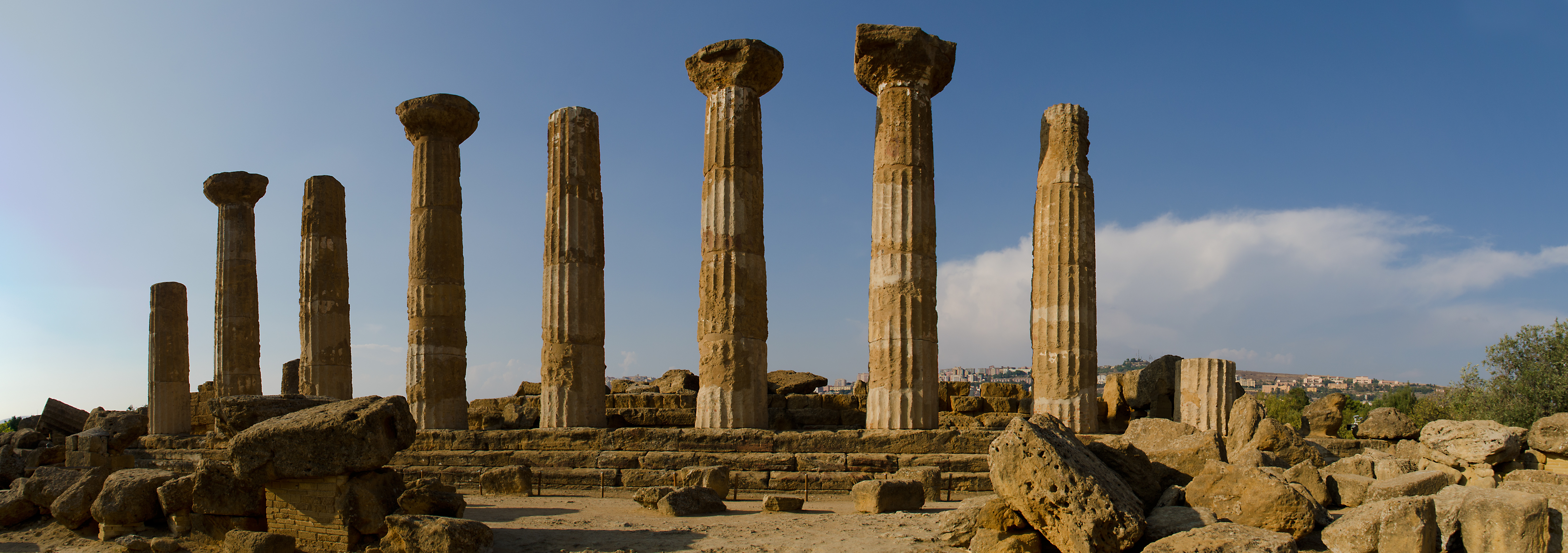
Vestígios do Templo de Héracles

O nome tradicional deste templo vem de outra menção de Cícero sobre um templo dedicado ao herói clássico "não longe do fórum"; entretanto nunca foi provado que sua localização era onde se acredita.
Estilisticamente, o templo pertence aos últimos anos do século VI a.C.. Também acredita-se que este templo foi o primeiro construído no reinado de Terone. O entablamento, que teve algumas partes encontradas seria dos anos 470-460 ou do meio do século V a.C.. Uma hipótese é de que o templo começou a ser construído antes da Batalha de Hímera, sendo completada somente nas décadas seguintes. Polieno menciona o templo de Atenas sendo construído no reinado de Terone, fora da cidade, e que poderia ser identificado como sendo o de "Hércules".

## Olimpeu
Do outro lado da estrada, através do Portão Dourado da cidade antiga, há um plano comandado pelo enorme Olimpeu (Olympeion). Inclui-se a plateia com um templo grande em homenagem a Zeus, mais outras áreas ainda sob estudo. Isso inclui um santuário, com vestígios da uma praça pavimentada, um sacelo e um tolo. Após outro portão, temos um santuário de deidades ctónicas, chamado de colimbetra (onde havia outro portão, hoje desaparecido) e indícios de onde outro santuário era localizado, com o Templo de Vulcano.
A atração principal do complexo de Olimpeu é o enorme templo de Zeus Olímpico, que foi descrito com palavras entusiasmadas por Diodoro Sículo e mencionado por Políbio. Hoje está reduzido a ruínas devido a sua destruição, que começou na antiguidade e continuou através do século XVIII, quando o templo foi usado como pedreira para a construção do porto de Porto Empedocle.

## Templo do Dioscuro
Ao norte do Templo L há as ruínas do Templo de Castor e Pólux, que é de fato uma reconstrução moderna do século XIX, criada através de fragmentos de vários outros templos. Ele inclui quatro colunas e um entablamento montado sobre os achados de um templo originário de 31 X 13.39 m, e que teria perípteros Dóricos com 6 X 13 colunas e datado de cerca de meados do século V a.C.

## Templo de Vulcano
Do outro lado do vale está o ápice da colina, comandado pelos vestígios do Templo de Vulcano. É uma construção em estilo Dórico, do século V a.C., com um sacelo arcaico, encrustado em uma cela do estilo clássica. O sacelo mede 13.25 X 6.50 metros; sua decoração, datada de cerca de 560−550 a.C., foi recentemente reconstruída. O templo clássico, com perípteros Dóricos, medindo 43 x 20.85 metros, ergue-se de um krepidoma de quatro pavimentos e tem 6 x 13 colunas; datado por volta de 430 a.C.